# Чемпионат Нидерландов по международным шашкам среди мужчин 1916
Чемпионат Нидерландов по международным шашкам среди мужчин 1916  года (нидерл. Nederlands kampioenschap dammen 1916) прошёл c 24 по 26 декабря в Амстердаме. Турнир по трёхкруговой системе собрал четырёх участников. С 12 очками выиграл Джек де Гааз — это его третий национальный титул. Действующий чемпион мира 1912 года и Нидерландов 1913 года Герман Гогланд не смог защитить  свой национальный титул и оказался на втором месте. На третьем — дебютант М. тен Бринк, который в дальнейшем не участвовал в чемпионатах..

## Призёры
Золото — Джек де Гааз
 Серебро — Герман Гогланд
 Бронза — М. тен Бринк

## Результаты
| Место | Имя            | 1     | 2     | 3     | 4     | игр | побед | ничьи | пораж. | очки | коэф. |
| ----- | -------------- | ----- | ----- | ----- | ----- | --- | ----- | ----- | ------ | ---- | ----- |
| 1     | Джек де Гааз   |       | 2 1 0 | 1 2 0 | 2     | 9   | 5     | 2     | 2      | 12   | 93    |
| 2     | Герман Гогланд | 0 1 2 |       | 0 2   | 1 0 2 | 9   | 4     | 2     | 3      | 10   | 85    |
| 3     | М. тен Бринк   | 1 0 2 | 2 0   |       | 0 2 0 | 9   | 3     | 1     | 5      | 7    | 70    |
|       | Аренд Виссер   | 0     | 1 2 0 | 2 0 2 |       | 9   | 3     | 1     | 5      | 7    | 58    |